# Critters (serie)
La saga Critters, producida por New Line Cinema, abarca cuatro películas que combinan elementos del cine de terror, ciencia ficción y comedia. La primera película, titulada simplemente Critters, fue estrenada en 1986.
El foco central de la serie está sobre un grupo de malévolas criaturas alienígenas llamadas Krites (o Crites) que tienen la habilidad de tomar la forma de pelotas como si se trata de puerco espines y combinarse en una esfera mucho más grande que avanza rodando y causando destrucción a su paso. La apariencia de los Krites es de pequeños animales peludos, con pinchos y con grandes bocas llenas de dientes puntiagudos. En las películas atacan generalmente en grupo a la gente mordiéndola y tratando de devorarla. Los pinchos en su espalda pueden ser lanzados como proyectiles; las víctimas de este ataque quedan inconscientes pero pueden ser despertadas al quitar el pincho. El color de los Krites varía entre el negro y el azul marino. En la primera película los Krites podían crecer pero esto no se repitió en las secuelas.
Los Critters son monstruos voraces sin conciencia y ningún otro propósito que comer y reproducirse; los protagonistas humanos principales deben organizarse para protegerse de las criaturas mientras piensan como destruirlas. Terrence Mann aparece en las cuatro películas como un cazarrecompensas del espacio exterior llamado Ug y Don Keith Opper también aparece en las cuatro películas como Charlie, un alcohólico bucólico que se convierte en un gran defensor de los humanos. Leonardo DiCaprio tuvo el primer papel de su carrera en Critters 3. Dee Wallace-Stone protagonizó la primera película y Billy Zane tiene un pequeño papel en la misma. Scott Grimes protagonizó las dos primeras películas en el papel de Bradley Brown.
La trama de las dos primeras películas ocurren en un pequeño pueblo de Estados Unidos de América. La localización para la tercera película cambia a una ciudad. La cuarta y última película ocurre en una estación espacial.
En 2019, se estrenó una serie de televisión, titulada en inglés "Critters: A New Binge", basada en estas criaturas del espacio.

## Saga de películas
| Año  | Título                            |
| ---- | --------------------------------- |
| 1986 | Critters                          |
| 1988 | Critters 2: The Main Course       |
| 1991 | Critters 3: You Are What They Eat |
| 1992 | Critters 4                        |
| 2019 | Critters Attack!                  |

## Recepción
| Película                          | Rotten Tomatoes  | Rotten Tomatoes    | IMDb               | FilmAffinity       |
| Película                          | Críticos         | Audiencia          | IMDb               | FilmAffinity       |
| --------------------------------- | ---------------- | ------------------ | ------------------ | ------------------ |
| Critters                          | 53% (15 reseñas) | 44% (53 088 votos) | 6.0 (26 761 votos) | 5.4 (10 065 votos) |
| Critters 2: The Main Course       | 33% (9 reseñas)  | 36% (19 271 votos) | 5.4 (11 675 votos) | 4.7 (3 957 votos)  |
| Critters 3: You Are What They Eat | 0% (6 reseñas)   | 23% (11 836 votos) | 4.3 (9 342 votos)  | 3.7 (3 463 votos)  |
| Critters 4                        | -                | 18% (11 449 votos) | 4.1 (5 653 votos)  | 3.3 (1 858 votos)  |
| Promedio                          | 29%              | 44%                | 5.0                | 4.3                |